# Sudan (rhinocéros)
Pour les articles homonymes, voir Sudan.
Sudan, né en 1973 au Soudan du sud et mort en 2018 au Kenya, est un rhinocéros blanc du Nord. Il a vécu au zoo de Dvůr Králové en République tchèque de 1975 à 2009 et ensuite dans la réserve d'Ol Pejeta au Kenya jusqu'à sa mort. Au moment de sa mort, il était un des trois derniers rhinocéros blancs du Nord et le seul mâle de l'espèce. Sudan est euthanasié le 19 mars 2018 à l'âge de 45 ans.

## Biographie
À la naissance de Sudan en 1973, la population de rhinocéros blancs du Nord, dont le territoire s'étend du Tchad au Zaïre, est en déclin mais compte encore environ 700 représentants (contre 2 000 en 1960). Les conflits qui déchirent la région, la réduction de son habitat et le braconnage pour alimenter les marchés des médecines traditionnelles chinoise et vietnamienne, réduisent cette population au nombre critique d'une quinzaine d'individus dans les années 1980. Ces médecines non conventionnelles attribuent en effet des vertus curatives à la corne de rhinocéros.
Dans les années 1970, Sudan et cinq autres spécimens soudanais sont capturés et envoyés au zoo de Dvůr Králové, en Tchécoslovaquie. Là-bas, il donne naissance à deux filles : Nabiré et Najin. Dvůr Králové est le seul lieu où des rhinocéros blanc du Nord sont parvenus à se reproduire en captivité. Le 29 juin 2000, sa petite-fille Fatu naît au zoo.
À la fin des années 1990 et au début des années 2000, les ravages de la deuxième guerre du Congo viennent à bout de la dernière population sauvage de la sous-espèce. Celle-ci est considérée comme éteinte dans la nature en 2008.
En 2009, Sudan est déplacé dans la réserve d'Ol Pejeta, au Kenya, avec trois autres spécimens dont Najin et Fatu, dans le cadre du programme « L'ultime chance de survie ». L'espoir est que le retour dans leur milieu naturel aide les femelles à retrouver un niveau normal d'hormones permettant la reproduction. Dans les années 2010, l'âge le rend incapable de se reproduire.
En octobre puis en décembre 2014, les morts de Suni au zoo de San Diego (États-Unis) et d'Angalifu (à Ol Pejeta) font de Sudan le dernier mâle en vie. Les 27 juillet puis 22 novembre 2015, ce sont les femelles Nabiré (en Tchéquie) et Nola (à San Diego) qui sont euthanasiées à la suite de problèmes de santé. Il ne reste alors que trois rhinocéros blancs du Nord : Sudan et ses descendantes Najin et Fatu.
En 2017, l'organisation Ol Pejeta Conservancy lui crée un profil sur l'application de rencontre en ligne Tinder. Cette opération médiatique, baptisée « le célibataire le plus convoité du monde », a pour objectif de faire connaître le sort du rhinocéros blanc du Nord et de lever des fonds afin de développer de nouvelles techniques de fécondation in vitro, seul espoir de sauver la sous-espèce.
En mars 2018, la santé de Sudan se détériore rapidement, jusqu'à le rendre incapable de se déplacer par ses propres moyens. Ses vétérinaires décident de l'euthanasier.
À sa mort, le 19 mars 2018 à 45 ans (un âge important pour un rhinocéros), Najin (28 ans, sa fille) et Fatu (18 ans, sa petite-fille) deviennent les dernières représentantes de la sous-espèce. Son matériel génétique est prélevé dans l'espoir que le progrès scientifique puisse dans l'avenir permettre de l'utiliser.
Les rhinocéros blancs du Sud, après avoir frôlé l'extinction, sont environ 22 000 à la fin des années 2010 et garantissent à moyen terme la survie de l'espèce,.

### Descendance

Sudan en juin 2010.

Descendance de Sudan :
| Sudan (1973 - 2018)  | Sudan (1973 - 2018)  | Sudan (1973 - 2018)  | Sudan (1973 - 2018)  | Sudan (1973 - 2018)  | Sudan (1973 - 2018)  |  |  | Nasima (v. 1965 - 1992) | Nasima (v. 1965 - 1992) | Nasima (v. 1965 - 1992) | Nasima (v. 1965 - 1992) | Nasima (v. 1965 - 1992) | Nasima (v. 1965 - 1992) |  |  |                       |                       |                       |                       |                       |                       |  |  |
| Sudan (1973 - 2018)  | Sudan (1973 - 2018)  | Sudan (1973 - 2018)  | Sudan (1973 - 2018)  | Sudan (1973 - 2018)  | Sudan (1973 - 2018)  |  |  | Nasima (v. 1965 - 1992) | Nasima (v. 1965 - 1992) | Nasima (v. 1965 - 1992) | Nasima (v. 1965 - 1992) | Nasima (v. 1965 - 1992) | Nasima (v. 1965 - 1992) |  |  |                       |                       |                       |                       |                       |                       |  |  |
|                      |                      |                      |                      |                      |                      |  |  |                         |                         |                         |                         |                         |                         |  |  |                       |                       |                       |                       |                       |                       |  |  |
|                      |                      |                      |                      |                      |                      |  |  |                         |                         |                         |                         |                         |                         |  |  |                       |                       |                       |                       |                       |                       |  |  |
| Nabiré (1983 - 2015) | Nabiré (1983 - 2015) | Nabiré (1983 - 2015) | Nabiré (1983 - 2015) | Nabiré (1983 - 2015) | Nabiré (1983 - 2015) |  |  | Najin (née v. 1990)     | Najin (née v. 1990)     | Najin (née v. 1990)     | Najin (née v. 1990)     | Najin (née v. 1990)     | Najin (née v. 1990)     |  |  | Saut (v. 1972 - 2006) | Saut (v. 1972 - 2006) | Saut (v. 1972 - 2006) | Saut (v. 1972 - 2006) | Saut (v. 1972 - 2006) | Saut (v. 1972 - 2006) |  |  |
| Nabiré (1983 - 2015) | Nabiré (1983 - 2015) | Nabiré (1983 - 2015) | Nabiré (1983 - 2015) | Nabiré (1983 - 2015) | Nabiré (1983 - 2015) |  |  | Najin (née v. 1990)     | Najin (née v. 1990)     | Najin (née v. 1990)     | Najin (née v. 1990)     | Najin (née v. 1990)     | Najin (née v. 1990)     |  |  | Saut (v. 1972 - 2006) | Saut (v. 1972 - 2006) | Saut (v. 1972 - 2006) | Saut (v. 1972 - 2006) | Saut (v. 1972 - 2006) | Saut (v. 1972 - 2006) |  |  |
|                      |                      |                      |                      |                      |                      |  |  |                         |                         |                         |                         |                         |                         |  |  |                       |                       |                       |                       |                       |                       |  |  |
|                      |                      |                      |                      |                      |                      |  |  |                         |                         |                         |                         | Fatu (née en 2000)      |                         |  |  |                       |                       |                       |                       |                       |                       |  |  |